# Coney Island Washboard
Coney Island Washboard (vollständiger Titel Coney Island Washboard Roundelay) ist ein Song, den Hampton Durand und Jerry Adams (Musik) sowie Ned Nestor und Claude Shugart (Text) schrieben und 1926 veröffentlichten.

## Hintergrund
Am 17. September 1926 wurde der Song von der Jugband Five Harmaniacs (Victor 20293) aufgenommen, deren Mitglieder ihn auch geschrieben hatten. Es ist nicht bekannt, welches Instrument jeweils von den Musikern der Band gespielt wurde; obwohl der Song in der Gesangsversion populär wurde, spielten ihn die Five Harmaniacs in einer Instrumentalversion ein. Clyde Shugart, gewöhnlich deren Sänger, spielte Kazoo.
Es folgte im selben Jahr der Klarinettist Jimmy Lytell. In den Vereinigten Staaten wurde „Coney Island Washboard“ bald darauf von zahlreichen Barbershop-Quartetten und Jug-Bands interpretiert; in den folgenden Jahrzehnten entstanden Aufnahmen von Jack Shilkret, der Swift Jewel Cowboys und Hoagy Carmichael & Matty Matlock's All Stars. Ab den 1950er-Jahren gehörte der Song zum Repertoire zahlreicher Dixieland-Musiker und Bands wie Bob Scobey’s Frisco Band, Pee Wee Hunt, Doc Evans, Turk Murphy, der Firehouse Five Plus Two, Terry Lightfoot, Monty Sunshine, Albert Nicholas, Wild Bill Davison, Jim Kweskin Jug Band, Clancy Hayes, Tony Parenti, Beryl Bryden, Vernon Haddock's Jubilee Lovelies (1965). und der Dutch Swing College Band.

The Mills Brothers 1943

Auch Musiker des Modern Jazz wie David Murray (Sweet & Lovely, 1979), The Lounge Lizards (Live 79–81) und Christoph Spendel (Cool Street, 1992) coverten ihn. Im Soundtrack von Woody Allens Film Wonder Wheel (2017) wurde „Coney Island Washboard“ als Titelsong verwendet, in der Fassung der Mills Brothers von 1932 (Brunswick 1363), die mit dem Song einen Hit in den Vereinigten Staaten hatten. Der Diskograf Tom Lord listet rund 100 Coverversionen des Songs (Stand 2018).